# Joppa (geslacht)
Joppa is een geslacht van gewone sluipwespen (Ichneumonidae). De wetenschappelijke naam werd gepubliceerd door Johan Christian Fabricius in 1804.

## Soorten
- J. acutipyga (Strand, 1923)
- J. albipes (Kriechbaumer, 1898)
- J. antennata Fabricius, 1804
- J. antennator (Fabricius, 1787)
- J. apicipennis (Brethes, 1927)
- J. aurata Fabricius, 1804
- J. aureomarginata (Kriechbaumer, 1898)
- J. auronitens (Kriechbaumer, 1898)
- J. basimacula (Cameron, 1911)
- J. beskei (Kriechbaumer, 1898)
- J. bicolor (Szepligeti, 1900)
- J. bilimeki (Kriechbaumer, 1898)
- J. biplagiata (Kriechbaumer, 1898)
- J. boliviensis (Szepligeti, 1900)
- J. braunsii (Kriechbaumer, 1898)
- J. brunnii (Kriechbaumer, 1898)
- J. burmeisteri (Kriechbaumer, 1898)
- J. claripleuralis Strand, 1923
- J. decorata Cresson, 1868
- J. didymoneura (Kriechbaumer, 1898)
- J. dorsata Fabricius, 1804
- J. dromedaria (Kriechbaumer, 1898)
- J. elegans (Szepligeti, 1900)
- J. elegantula Cresson, 1868
- J. extremis Morley, 1915
- J. femorata Fabricius, 1804
- J. fenestrata (Kriechbaumer, 1898)
- J. fumibasis (Kriechbaumer, 1898)
- J. furcifera (Kriechbaumer, 1898)
- J. fuscata (Kriechbaumer, 1898)
- J. fuscipennis (Szepligeti, 1900)
- J. geminata (Kriechbaumer, 1898)
- J. geniculata Cameron, 1884
- J. hilaris Smith, 1879
- J. hypoxantha (Kriechbaumer, 1898)
- J. incerta Cresson, 1874
- J. kriechbaumeri (Szepligeti, 1900)
- J. labroides Strand, 1923
- J. larvata (Kriechbaumer, 1898)
- J. linearis (Kriechbaumer, 1898)
- J. lutzii (Brues & Richardson, 1913)
- J. macrojoppides Strand, 1922
- J. macrospila Cameron, 1911
- J. maculicornis Cameron, 1884
- J. major Szepligeti, 1903
- J. melanocephala Cameron, 1884
- J. melanostigma Cameron, 1884
- J. mesopyrrha (Kriechbaumer, 1898)
- J. minor (Szepligeti, 1900)
- J. modesta Smith, 1879
- J. munerator (Olivier, 1792)
- J. nigriceps Cameron, 1884
- J. nominator (Fabricius, 1787)
- J. ornata Brulle, 1846
- J. parva Szepligeti, 1903
- J. parvula (Kriechbaumer, 1898)
- J. quadrinotata (Kriechbaumer, 1898)
- J. radians (Kriechbaumer, 1898)
- J. rogersi Cameron, 1884
- J. securigera (Kriechbaumer, 1898)
- J. semihyalina (Szepligeti, 1900)
- J. setigera (Kriechbaumer, 1898)
- J. sinuata (Szepligeti, 1900)
- J. stigmatica Morley, 1915
- J. subvittata (Kriechbaumer, 1898)
- J. surinamiae Strand, 1922
- J. terminalis Brulle, 1846
- J. thoracica Brulle, 1846
- J. undatipennis Costa, 1864
- J. variabilis (Kriechbaumer, 1898)
- J. varians (Kriechbaumer, 1898)
- J. verticalis Fabricius, 1804
- J. xanthostigma Cameron, 1884
- J. zonata (Szepligeti, 1900)